# Tchopedere
Tchopedere est un village de la région de Zangilan en Azerbaïdjan.

## Histoire
En 1993-2020, Tchopedere était sous le contrôle des forces armées arméniennes. Le 22 octobre 2020, le village de Tchopedere a été restitué sous le contrôle de l'Azerbaïdjan.